# TO-220

Pouzdro T-220 zepředu.

Pouzdro T-220 zezadu.

TO-220 je pouzdro používané pro výkonové polovodičové součástky určené pro osazování plošných spojů s vrtanými otvory s roztečí vývodů 0,1 inches (2,54 mm). Zkratka TO znamená anglicky Transistor Outline a používá se na technických výkresech sdružení JEDEC. Pouzdra TO-220 mají tři vývody. Vyrábějí se i podobná pouzdra se dvěma, čtyřmi, pěti nebo sedmi vývody. Pouzdro se vyznačuje kovovým štítkem s otvorem, sloužícím pro montáž pouzdra na chladič, který umožňuje součástkám rozptylovat více tepla než při použití pouzdra TO-92. K součástkám dodávaným v pouzdře TO-220 patří diskrétní součástky např. tranzistory a křemíkové řízené usměrňovače, i integrované obvody.

## Typické aplikace
Pouzdro TO-220 je určeno pro výkonové polovodičové součástky pro osazování plošných spojů, ne pro povrchovou montáž. V horní části pouzdra je kovový štítek s otvorem pro montáž součástky na chladič, který umožňuje rozptylovat několik wattů odpadního tepla. Na takzvaném „nekonečném chladiči“, to může být i 50 W nebo více. Pro další zlepšení přenosu tepla se často mezi pouzdrem a chladičem používá teplovodivá pasta.
Kovový štítek je často elektricky spojený s vnitřním obvodem. Při použití izolovaného chladiče to nemusí představovat problém, ale pokud je chladič elektricky vodivý, uzemněný nebo jinak neizolovaný, může být potřeba elektricky izolační podložka. Pro elektrickou izolaci pouzdra TO-220 může být použito mnoho materiálů, z nichž některé mají výhodu vysoké tepelné vodivosti.
V aplikacích, které vyžadují chladič, může dojít k poškození nebo zničení součástky v pouzdře TO-220 kvůli přehřívání, pokud je chladič během používání odpojen.
Interní teplota (přechodu) v pouzdře TO-220 s připojeným chladičem se ztrátovým tepelným výkonem 1 W bude typicky o 2 až 5 °C vyšší než je teplota pouzdra (kvůli tepelnému odporu mezi přechodem a kovovým štítkem), a kovový štítkem pouzdra TO-220 bude mít typicky teplotu o 1 až 60 °C vyšší, než je okolní teplota, v závislosti na typu použitého chladiče (pokud je použit).
Tepelný odpor přechod-pouzdro součástek v pouzdře TO-220 (na kterém typicky záleží méně než na tepelném odporu pouzdro-okolí) závisí na tloušťce a ploše polovodičového čipu v pouzdře, typicky v rozmezí mezi 0.5 °C/W a 3 °C/W (podle učebnice) nebo 1.5 °C/W a 4 °C/W (podle jiných zdrojů).
Je-li třeba rozptýlit více tepla, lze použít součástky v používanějším pouzdře TO-247 (nebo TO-3P). TO-3P má typický tepelný odpor přechod-okolí (chladič) pouze asi 40 °C/W, a jeho TO-3PF varianta ještě nepatrně nižší. Ještě větší rozptyl tepla poskytují tzv. power modules.
Při použití součástek v pouzdře TO-220 bez chladiče, funguje samotné pouzdro jako chladič, a tepelný odpor chladič-okolí v vzduch pro pouzdro TO-220 je přibližně 70 °C/W.

## Variace

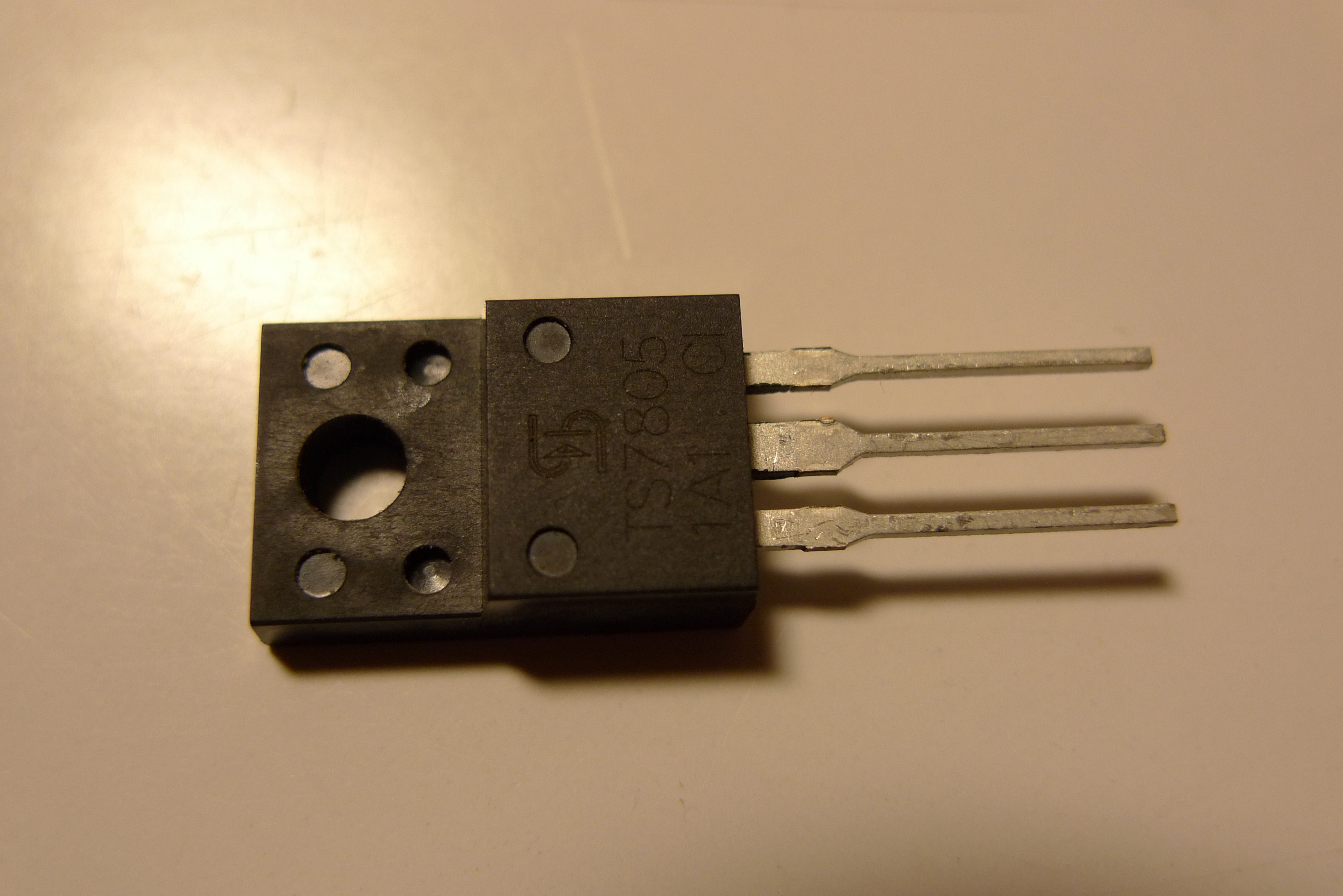
Lineární stabilizátor napětí TS7805 v pouzdře, které je variantou TO-220 s elektricky izolovaným štítkem.

Rozměry pouzder skupiny TO-220 jsou definovány sdružením JEDEC. Existuje několik variant pouzder např.:
- TO-220F, TO-220FP JEDEC pouzdro se 3 vývody s tělem zcela zapouzdřeným v plastu, což nevyhnutelně zvyšuje tepelný odpor pouzdra oproti verzi s neizolovaným kovovým štítkem.[9]
- TO-220AB JEDEC pouzdro se 3 vývody
- TO-220AC JEDEC pouzdro se 2 vývody[10]

Někdy je označení doplněno pomlčkou a počtem vývodů, např. TO-220AB-5L pro pět vývodů.
Existují proprietární varianty, např. SUPER-220 společnosti International Rectifier, která místo otvoru pro montáž používá klip, a udává tepelnou výkonnost v pouzdře podobném TO-220 podobnou jako u TO-247.

## Běžné součástky v pouzdře TO-220
Pouzdro TO-220 se používá pro polovodičové součástky, které zpracovávají proudy menší než 100 ampér při napětí nejvýše několik stovek voltů. Tyto součástky pracují se stejnosměrným proudem nebo při relativně nízkých (audio) frekvencích, protože pouzdro TO-220 není určené pro vysokofrekvenční součástky. Kromě bipolárních tranzistorů, bipolárních Darlingtonů, a výkonových tranzistorů MOSFET se pouzdro TO-220 používá také pro pevné a proměnné integrované lineární stabilizátory napětí, a pro Schottkyho diodové páry.

## Národní Standardy
| Standardizační organizace       | Norma             | Označení pro | Označení pro | Označení pro |
| Standardizační organizace       | Norma             | TO-220-AA    | TO-220-AB    | TO-220-AC    |
| ------------------------------- | ----------------- | ------------ | ------------ | ------------ |
| IEC                             | IEC 60191         |              | A73A         | A74A         |
| DIN                             | DIN 41869         |              | 14A3         |              |
| EIAJ / JEITA                    | ED-7500A          | SC45         | SC46         | –            |
| Gosstandart                     | GOST 18472—88     | –            | KT-28-2      | KT-28-1      |
| Rosstandart                     | GOST R 57439—2017 | –            | KT-28-2      | KT-28-1      |
| Kombinat Mikroelektronik Erfurt | TGL 26713/09      | –            | H2B1         | H2A1         |

## Podobná pouzdra
- TO-257 je hermeticky uzavřené kovové pouzdro, které je jinak považováno za ekvivalent TO-220.[21]
- TO-220F známé také jako SOT186 a SC67 je pouzdro podobné TO-220, které má štítek pro montáž chladiče zapouzdřen v plastu.[22]